# Pseudoparamoeba
Pseudoparamoeba – rodzaj ameb morskich należących do gromady Discosea wchodzącej w skład supergrupy Amoebozoa.
Należą tutaj następujące gatunki:
- Pseudoparamoeba pagei (Sawyer 1975)[2]